# Сова-голконіг міндорійська
Сова́-голконі́г міндорійська (Ninox mindorensis) — вид совоподібних птахів родини совових (Strigidae). Ендемік Філіппін. Раніше вважався підвидом філіпінської сови-голконога, однак був визнаний окремим видом.

## Опис
Довжина птаха становить 20 см, самці важать 108—118 г, самиці 100—105 г. Довжина крила у самців становить 159—176 мм, у самиць 154—171 мм, довжина хвоста становить 74—92 мм.
Голова і шия тьмяно-рудувато-коричневі, поцятковані тонкими темно-охристими горизонтальними смужками. Спина коричнева, поцяткована більш темними смужками. Пера на плечах мають малопомітні білі кінчики, покривні пера крил коричневі, поцятковані блідо-охристими плямками. Махові пера коричневі, поцятковані менш помітними світлими плямками. Стернові пера коричневі, поцятковані вузькими охристими горизонтальними смужками. Горло білувате, поцятковане темними плямками і смужками у верхній частині. Груди і живіт оранжево-коричневі або рудувато-коричневі, поцятковані темно-коричневими поперечними смужками, живіт сірий або охристо-сірий. Лапи оперені, пальці жовтувато-сірі, кігті темно-рогові. Очі жовті, дзьоб сизий.
Голос — серія пронизливих посвистів «cheehrr cheehrr cheehrr» або «cheehrr-ke cheehrr-ke», схожий на крик сипухи.

## Поширення і екологія
Міндорійські сови-голконоги є ендеміками острова Міндоро. Вони живуть у вологих рівнинних і гірських тропічних лісах, на висоті до 1400 м над рівнем моря, зокрема в Національному парку Маунтс-Ігліт-Бако і в районі озера Наухан.

## Збереження
МСОП класифікує цей вид як вразливий. За оцінками дослідників, популяція міндорійських сов-голконогів становить від 3500 до 15000 птахів. Їм загрожує знищення природного середовища.